# عنابی (ترانه)
«عنابی» (انگلیسی: Maroon) ترانه‌ای از خواننده-ترانه‌سرای آمریکایی تیلور سوئیفت است که از دهمین آلبوم استودیویی او، نیمه‌شب‌ها (۲۰۲۲)، گرفته شده‌است. این ترانه که به‌دست سوئیفت و جک آنتونوف نوشته و تهیه شد، بالادی دریم پاپ و سینث-پاپ با آواز چندلایه، بیت‌های ترپ و گیتار الکتریک نوسان‌دار است که نت بی‌وقفه‌ای را در سرتاسر آن پدیدآورده است. در اشعار، راوی خاطرات یک رابطهٔ پایان‌یافته را به یاد می‌آورد.
منتقدان به «عنابی» نقدهای عموماً مثبتی دادند، که از تولید آن ستایش کردند و متن ترانه را شاعرانه دانستند اما تعداد معدودی موضوع آن را شبیه به ترانه‌های قبلی سوئیفت یافتند. این ترانه پس از انتشار به رتبهٔ چهارم جدول ۲۰۰تای جهانی بیلبورد و رتبهٔ سوم بیلبورد هات ۱۰۰ رسید و در جایگاه ده ترانهٔ برتر جدول فروش استرالیا، کانادا، مالزی، نیوزیلند و فیلیپین راه یافت.

## جدول‌ها
| جدول (۲۰۲۲)                         | بالاترین جایگاه |
| ----------------------------------- | --------------- |
| آرژانتین (۱۰۰ آهنگ داغ آرژانتین)    | ۱۰۰             |
| استرالیا (ای‌آرآی‌ای)                 | ۴               |
| کانادا (۱۰۰ تک‌آهنگ داغ کانادا)      | ۴               |
| کرواسی (بیلبورد)                    | ۱۹              |
| جمهوری چک (۱۰۰ تک‌آهنگ دیجیتال برتر) | ۲۷              |
| دانمارک (ترک‌لیسن)                   | ۳۴              |
| فرانسه (اس‌ان‌ئی‌پی)                   | ۱۰۰             |
| آلمان (جدول‌های رسمی آلمان)          | ۹۶              |
| ۲۰۰ آهنگ جهانی (بیلبورد)            | ۴               |
| یونان بین‌الملل (آی‌اف‌پی‌آی یونان)     | ۹               |
| هنگ کنگ (بیلبورد)                   | ۲۲              |
| مجارستان (۴۰ آهنگ جاری برتر)        | ۳۲              |
| ایسلند (Plötutíðindi)               | ۱۲              |
| هند (IMI)                           | ۱۳              |
| ایتالیا (فیمی)                      | ۷۷              |
| لیتوانی (AGATA)                     | ۲۵              |
| لوکزامبورگ (بیلبورد)                | ۲۰              |
| مالزی (بیلبورد)                     | ۷               |
| مالزی اینترنشنال (RIM)              | ۵               |
| نیوزیلند (ریکوردد میوزیک ان‌زد)      | ۵               |
| نروژ (وی‌جی-لیستا)                   | ۳۰              |
| فیلیپین (بیلبورد)                   | ۴               |
| پرتغال (ای‌اف‌پی)                     | ۱۱              |
| سنگاپور (RIAS)                      | ۵               |
| اسلواکی (رادیو – ۱۰۰ آهنگ برتر)     | ۲۹              |
| آفریقای جنوبی (RISA)                | ۱۲              |
| اسپانیا (پروموزیک)                  | ۴۹              |
| سوئد (فهرست برترین‌های سوئد)         | ۲۶              |
| استریمینگ سوئیس (شوایزر هیتپاراد)   | ۲۱              |
| پخش جاری صوتی بریتانیا (اوسی‌سی)     | ۶               |
| بیلبورد هات ۱۰۰ ایالات متحده        | ۳               |
| ویتنام (ویتنام هات ۱۰۰)             | ۱۱              |

## گواهی‌نامه‌ها
| منطقه                                   | گواهی  | واحد گواهی‌شده/فروش |
| --------------------------------------- | ------ | ------------------ |
| کانادا (میوزیک کانادا)                  | پلاتین | ۸۰٬۰۰۰             |
| بریتانیا (بی‌پی‌آی)                       | نقره   | ۲۰۰٬۰۰۰            |
| رقم فروش+پخش جاری تنها بر پایهٔ گواهی‌ها. |        |                    |